# Michael Wilkinson
Pour les articles homonymes, voir Wilkinson.
Michael Wilkinson est un chef costumier australien pour le cinéma né en 1970 à Sydney. Il a remporté le Saturn Award des meilleurs costumes pour Watchmen et a été nommé dans la même catégorie pour 300 et Tron : L'Héritage.

## Filmographie
- 2000 : Looking for Alibrandi (en), de Kate Woods
- 2001 : Route sans issue (en), de Scott Reynolds
- 2003 : Party Monster, de Fenton Bailey et Randy Barbato
- 2003 : American Splendor, de Shari Springer Berman et Robert Pulcini
- 2003 : Milwaukee, Minnesota, d'Allan Mindel
- 2004 : Garden State, de Zach Braff
- 2004 : Imaginary Heroes, de Dan Harris
- 2005 : Dark Water, de Walter Salles
- 2005 : L'École fantastique, de Mike Mitchell
- 2006 : Friends with Money, de Nicole Holofcener
- 2006 : Babel, d'Alejandro González Iñárritu
- 2006 : 300, de Zack Snyder
- 2007 : Le Journal d'une baby-sitter, de Shari Springer Berman et Robert Pulcini
- 2007 : Détention secrète, de Gavin Hood
- 2009 : Watchmen, de Zack Snyder
- 2009 : Terminator Renaissance, de McG
- 2010 : Jonah Hex, de Jimmy Hayward
- 2010 : Tron : L'Héritage, de Joseph Kosinski
- 2011 : Sucker Punch, de Zack Snyder
- 2011-2012 : Twilight, chapitre IV : Révélation, de Bill Condon
- 2013 : Man of Steel, de Zack Snyder
- 2013 : American Bluff, de David O. Russell
- 2014 : Noé, de Darren Aronofsky
- 2015 : Joy, de David O. Russell
- 2016 : Batman v Superman : L'Aube de la justice, de Zack Snyder
- 2017 : Justice League de Zack Snyder
- 2017 : The Current War : Les Pionniers de l'électricité (The Current War) de Alfonso Gomez-Rejon
- 2019 : Aladdin de Guy Ritchie
- 2020 : The Gentlemen de Guy Ritchie